# Aseraggodes persimilis
 Aseraggodes persimilis és un peix teleosti de la família dels soleids i de l'ordre dels pleuronectiformes que es troba a les costes de Papua Nova Guinea.